# Союз Т-7
Союз Т-7 е съветски пилотиран космически кораб, който извежда в Космоса втората посетителска експедиция на орбиталната станция Салют-7.

## Екипажи

### При старта

#### Основен
- Леонид Попов (3) – командир
- Александър Серебров (1) – бординженер
- Светлана Савицка (1) – космонавт-изследовател

#### Дублиращ
- Владимир Васютин – командир
- Виктор Савиних – бординженер
- Ирина Пронина – космонавт-изследовател

### При кацането
- Анатолий Березовой – командир
- Валентин Лебедев – бординженер

## Параметри на мисията
- Маса: 6850 кг
- Перигей: 289 km
- Апогей: 299 km
- Наклон на орбитата: 51,6°
- Период: 90,3 мин

## Програма
Втора посетителска експедиция към станцията Салют-7, полет на втората жена в космоса (след Валентина Терешкова).
Екипажът на „Союз Т-7“ доставя и поща на борда на космическата станция. Светлана Савицка (като жена) получава орбиталния модул на Союз Т-7 като лична стая. Тя обаче не се възползва от нея и спи заедно с колегите си от мъжки пол в космическата станция.
Съвместната работа на петимата космонавти продължава около 7 денонощия, през което време са направени много експерименти.
На 27 август втората посетителска експедиция се отделя от Салют-7 и малко по-късно се приземяват успешно на територията на СССР на борда на Союз Т-5. Техният кораб остава в космоса за приземяване на основната експедиция на станцията.